# Argos (Stadt)
Argos (griechisch Άργος (n. sg.)) ist eine griechische Stadt im Nordosten der Peloponnes, die vor ca. 5000 Jahren gegründet und von Griechen, Römern, Byzantinern, Venezianern und Osmanen geprägt wurde. Die Stadt selbst hat heute rund 22.000 Einwohner, mit den umliegenden Orten im Stadtbezirk 22.600. Argos gilt als die älteste kontinuierlich besiedelte Stadt Europas.
Im Zuge der griechischen Verwaltungsreform 2010 wurde die Gemeinde Argos (seit 1925 Stadtgemeinde/dimos) mit sieben weiteren Gemeinden der Umgebung zur neuen Gemeinde Argos-Mykene fusioniert, in der Argos einen Gemeindebezirk bildet und Sitz der Gemeindeverwaltung ist.

## Geographie
Argos ist Hauptort und Namensgeber des Bezirks Argolis. Die Stadt wird im Norden und Osten vom Inachos umflossen, der südlich von ihr in den Argolischen Golf mündet.

## Mythologie
Argos ist eine wichtige Stadt der griechischen Mythologie. Der Sage nach wurde Danaos nach seiner Flucht aus Ägypten zum Herrscher über die Argolis eingesetzt. Sein Nachfahre Adrastos wurde zum Führer der Sieben gegen Theben. In den Epen Homers wird Diomedes zum König von Argos. Ursprünglich soll Argos Phoroneikon geheißen haben, nach Phoroneus, dem Großvater des Argos und mythischen Gründer der ersten Handelskolonie auf der Peloponnes.
Siehe auch die Liste der mythischen Könige von Argos.

## Geschichte

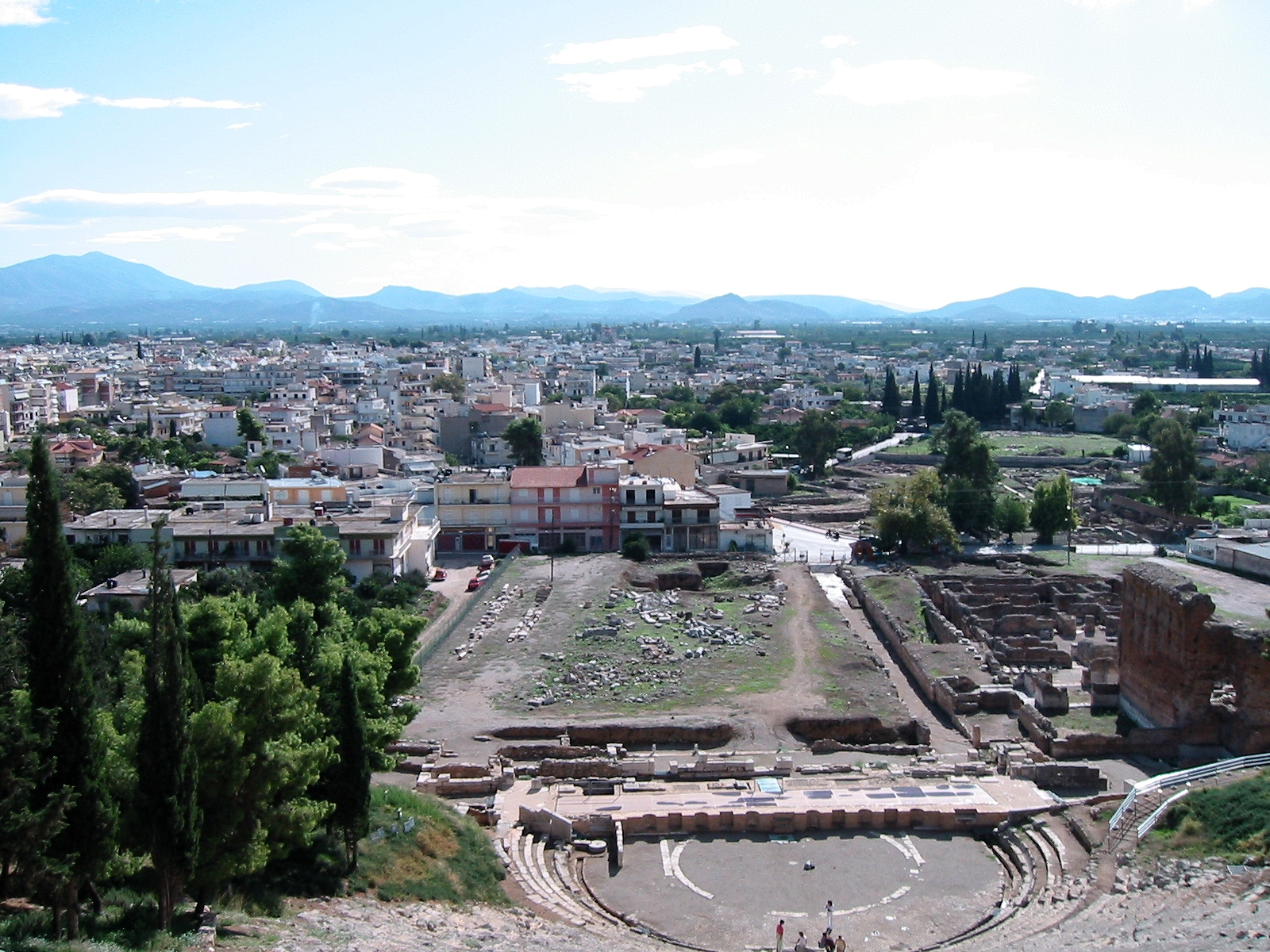
Argos, Blick auf die Stadt von den oberen Rängen des antiken Theaters aus

Die ältesten Siedlungsspuren reichen bis zum Ende des Neolithikums zurück. Aus mykenischer Zeit stammt die Burg auf dem Berg und ein nahegelegener Friedhof. Auch die Dorer hinterließen ihre Spuren, vor allem durch Siedlungen und ein Apollonheiligtum.

### Klassische Antike

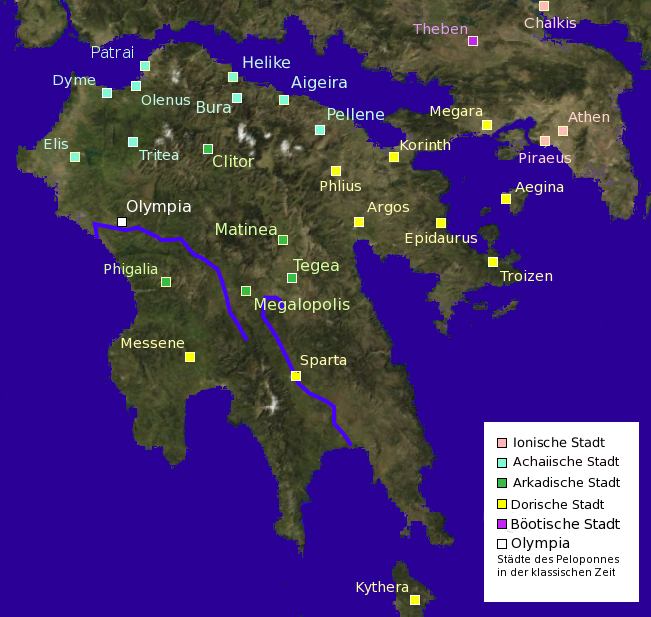
Karte der Peloponnes in klassischer Zeit

Bereits während der Dunklen Jahrhunderte entwickelte sich Argos zu einem wichtigen regionalen Zentrum und während der archaischen Zeit galt die Stadt als wirtschaftliche, künstlerische und politische Vormacht der Peloponnes. Alle drei Positionen gingen im 6. Jahrhundert v. Chr. verloren.
Seit dem 6. Jahrhundert stand Argos stets im Schatten bzw. in Rivalität zu Sparta. Die Auseinandersetzungen lassen sich bis ins 8. Jahrhundert v. Chr. zurückverfolgen. Die Niederlagen gegen Sparta 546 v. Chr. in der Thyreatis, 494 v. Chr. bei Sepeia und 418 v. Chr. bei Mantineia ließen Argos in stetiger Gegnerschaft immer ein wachsames Auge auf Sparta werfen. In den Perserkriegen war Argos neutral, erhielt um 460 v. Chr. eine demokratische Verfassung und schloss 451 v. Chr. einen 30-jährigen Frieden mit Sparta, um im Peloponnesischen Krieg Partei für Athen zu ergreifen, was Argos jedoch keinen Nutzen brachte. Auch ein Zusammenschluss mit Korinth um 392 v. Chr. führte nicht zum Erfolg: Der Staatsverband wurde bereits 386 v. Chr. im Königsfrieden wieder aufgelöst.
In der Zeit nach Alexander dem Großen blieb Argos eine wichtige Stadt, die aber politisch unter wechselnde Einflüsse geriet, bis es in der Römerzeit (ab 27 v. Chr.) relativ unbedeutend wurde.
Argos hatte um 500 v. Chr. etwa 30.000 Einwohner, die auf eine funktionierende Kanalisation vertrauen konnten. Unweit der Stadt befand sich das Heraion von Argos, eines der wichtigsten panhellenischen Heiligtümer.

### Spätantike und Mittelalter
Argos wurde nach einer langen Friedenszeit 267 von den Herulern geplündert, 395 dann von den Goten unter Alarich I. und 586 von slawischen Stämmen, es blieb aber stets besiedelt und konnte spätestens im 5. Jahrhundert als Bischofssitz wieder eine gewisse politische Bedeutung erlangen.

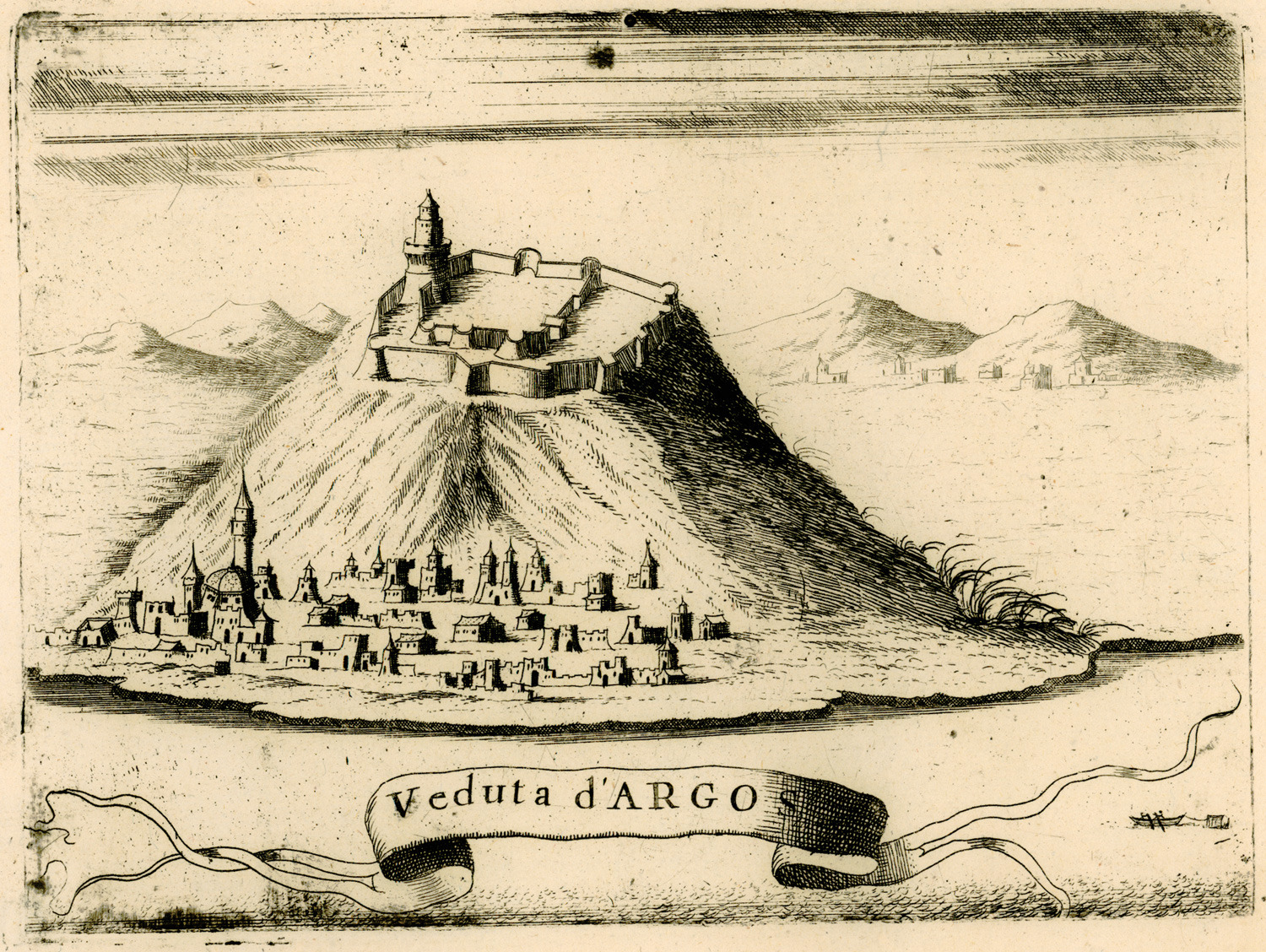
Ansicht von Argos, Vincenzo Maria Coronelli, 1688

Ab dem 12. Jahrhundert wurde die Burg Larissa auf dem Berg befestigt und zur stärksten Verteidigungsanlage auf der Peloponnes ausgebaut. Die nachfolgend wechselnden Besitzer, Franken und Venezianer, blieben bis zur Eroberung der Stadt durch die Türken im Jahre 1463. Die zwischenzeitliche Rückeroberung durch Venedig unter dem Dogen Francesco Morosini (1686–1716) konnte an der Herrschaft der Türken bis 1821 nichts verändern.

### Neuzeit
Die erste griechische Nationalversammlung wurde nach der griechischen Rückeroberung in Argos abgehalten, bis Nauplia 1829 Regierungssitz wurde. Heute ist Argos die größte Stadt im Bezirk Argolis.

## Söhne und Töchter der Stadt
- Ageladas (6. Jahrhundert v. Chr.), Bildhauer
- Ageladas (5. Jahrhundert v. Chr.), Bildhauer
- Polyklet (5. Jahrhundert v. Chr.), Bildhauer
- Telesilla (5. Jahrhundert v. Chr.), Dichterin
- Eleni Bakopanos (* 1954), kanadische Politikerin

## Sehenswürdigkeiten

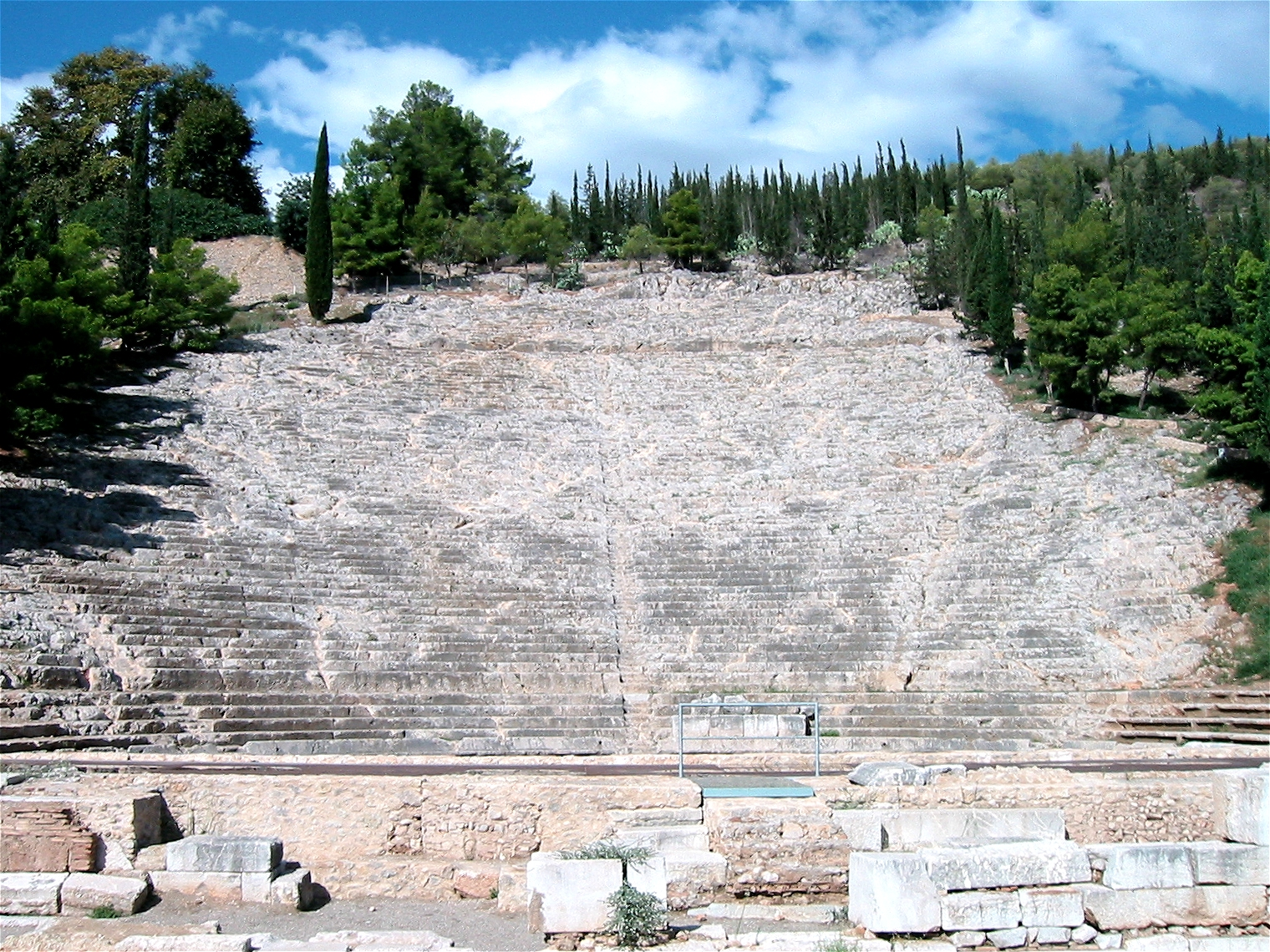
Argos, das antike Theater

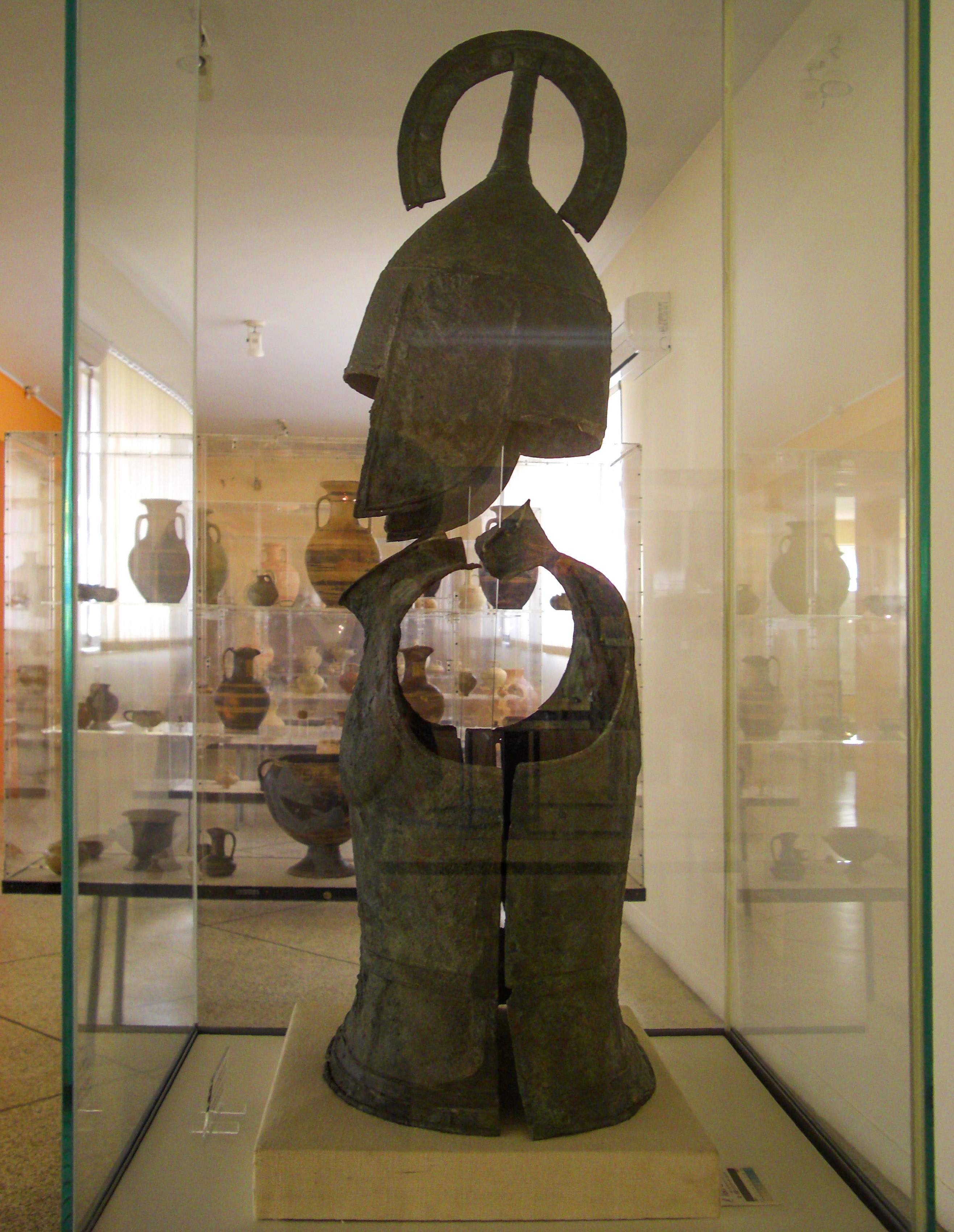
Rüstung eines Hopliten im Archaeologischen Museum (8. Jhd. v. Chr.)

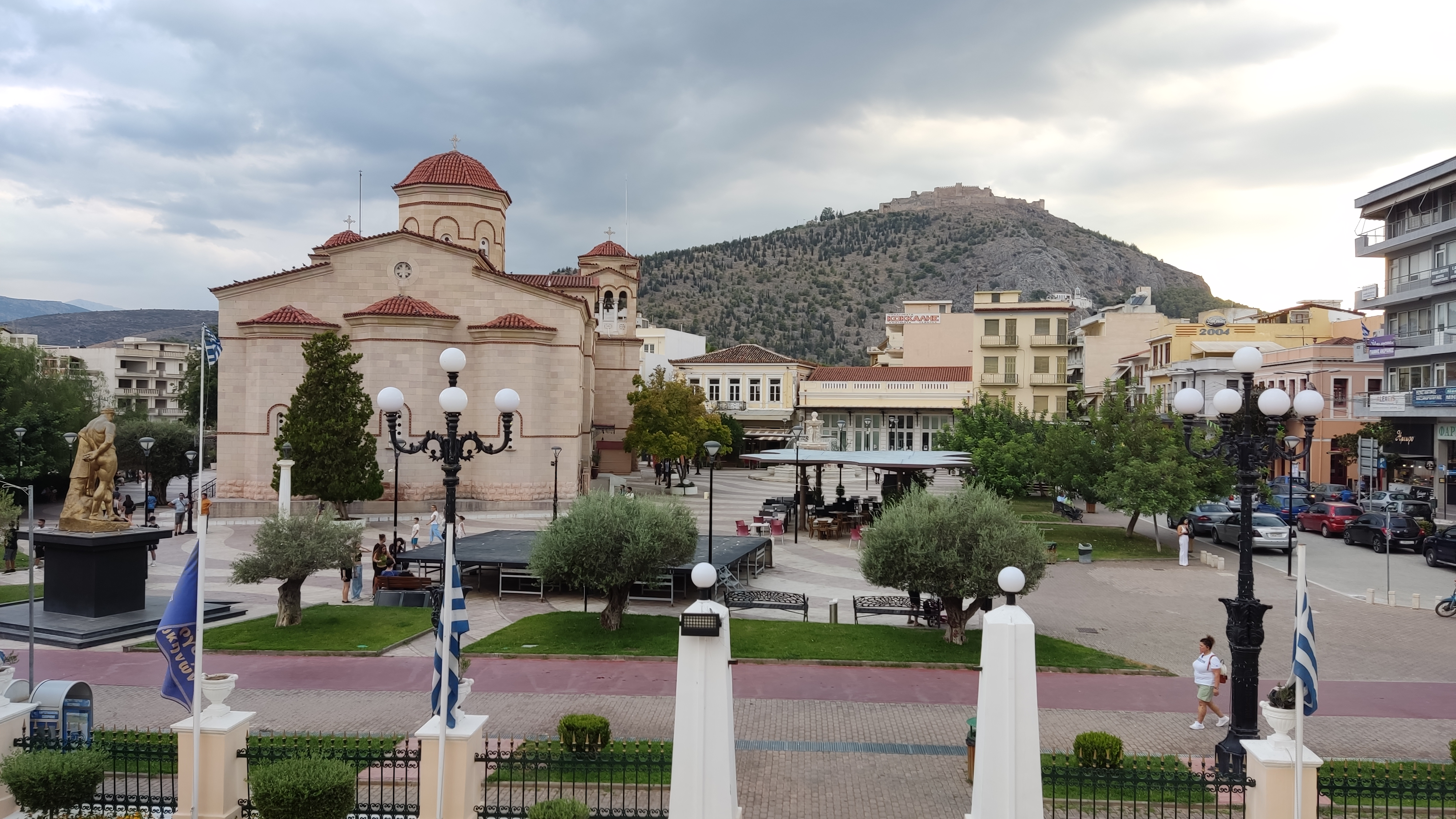
Der Platz von Sankt Peter in Argos.

Imposant ist das in den Felsen gehauene Theater (erbaut etwa 300–275 v. Chr.), das 20.000 Zuschauer fasste und wo heute wieder zahlreiche Vorführungen stattfinden. Unterhalb des Theaters befinden sich die besterhaltenen Reste von Thermen auf griechischem Boden (1. bis 2. Jahrhundert n. Chr.). Auf der bis 1998 überwachsenen Agora befanden sich unter anderem einige Säulenhallen (Stoai) aus dem 5. Jahrhundert v. Chr., eine Rennbahn sowie der gut erhaltene Rundbau eines Nymphaions, das 200 n. Chr. in ein gewöhnliches Brunnenhaus umgewandelt wurde. Im Archäologischen Museum ist vor allem ein Fragment eines Kraters aus dem 7. Jahrhundert v. Chr. erwähnenswert, das die Blendung des Polyphem durch Odysseus zeigt, sowie die einzige vollständig erhaltene Rüstung aus geometrischer Zeit (8. Jahrhundert v. Chr.). Die Burg Larissa auf dem weithin sichtbaren Hügel geht auf die mykenische Zeit zurück.

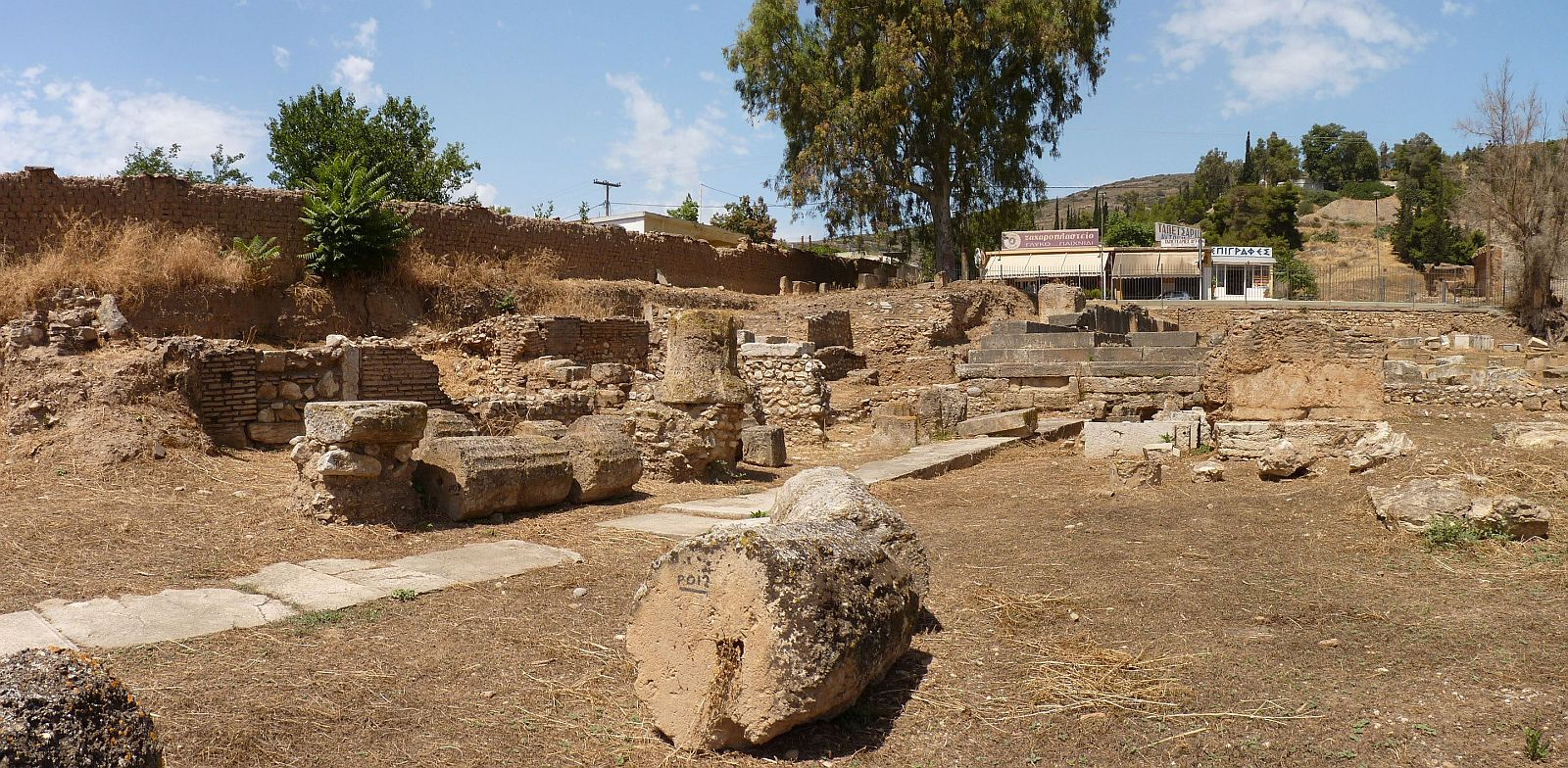
Reste der Agora von Argos
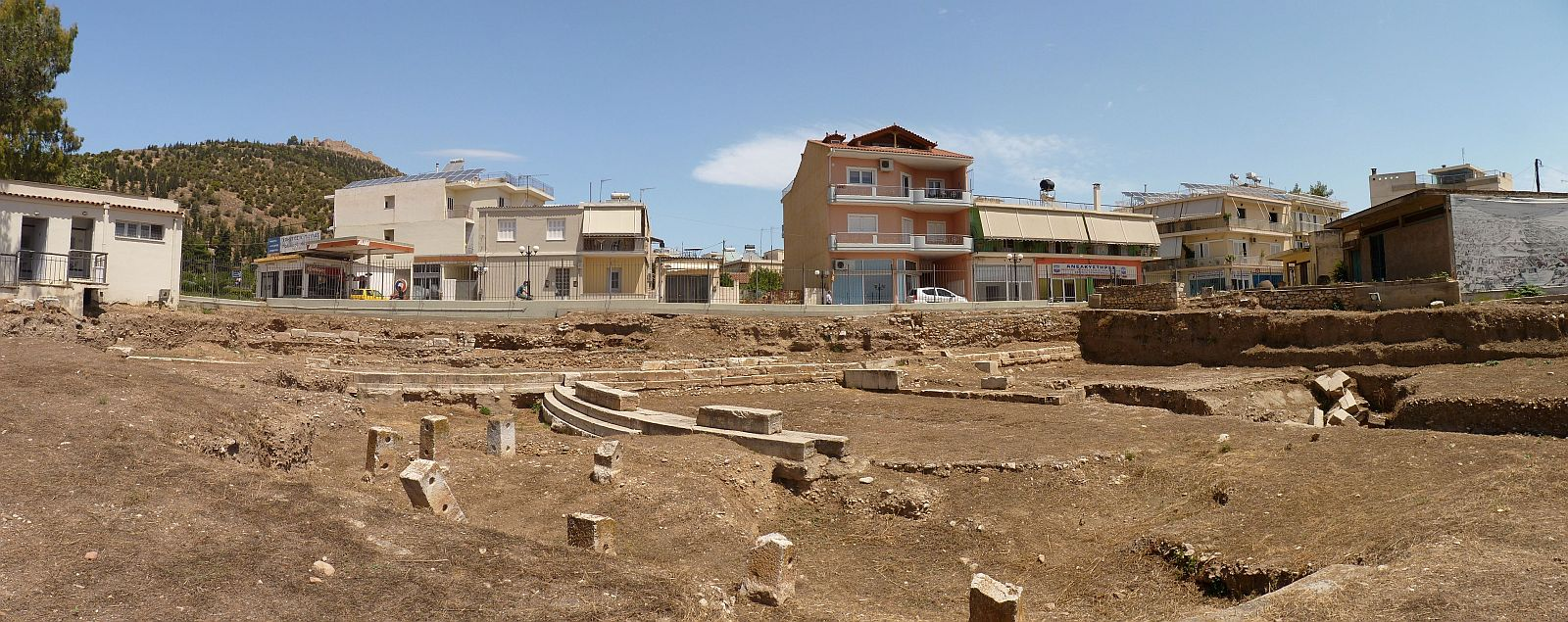
Ein kleines Theater auf der antiken Agora von Argos
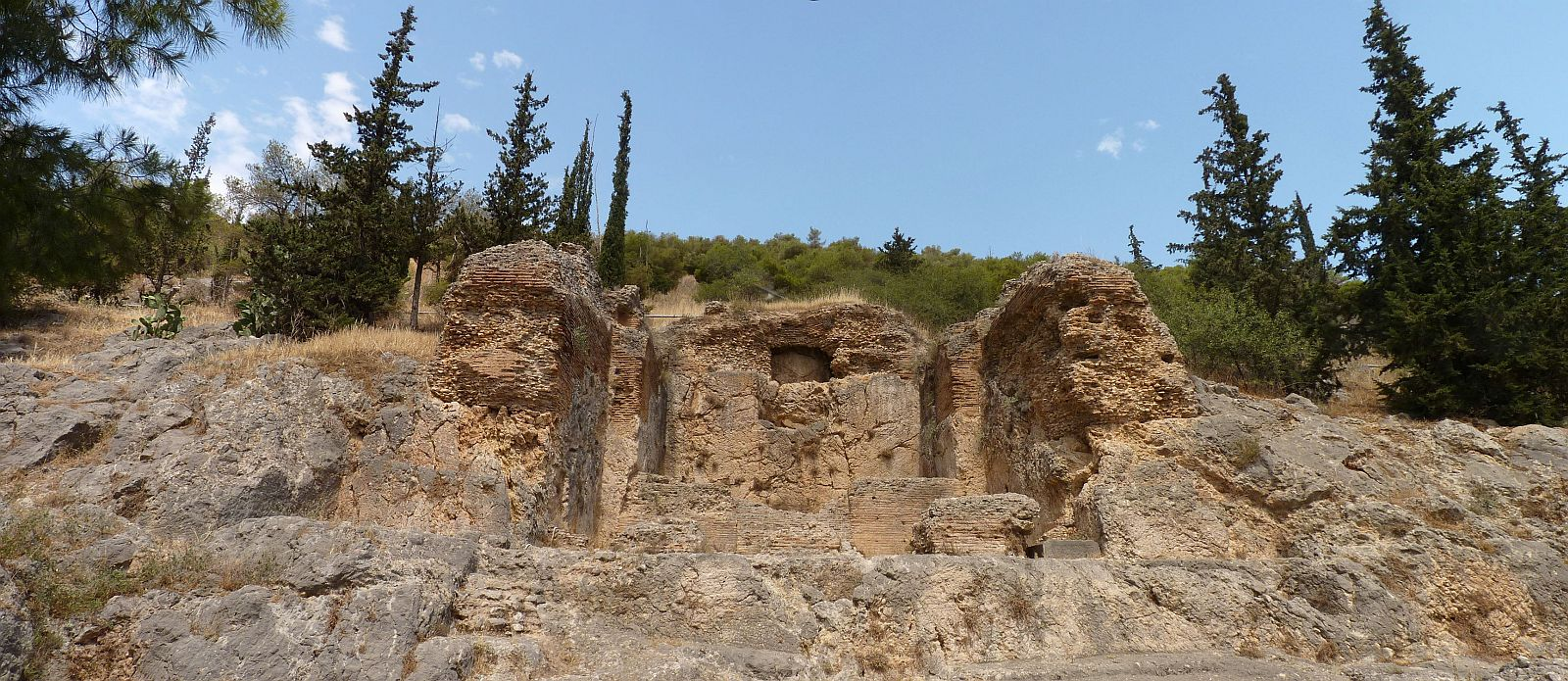
Das Nymphäum des antiken Argos
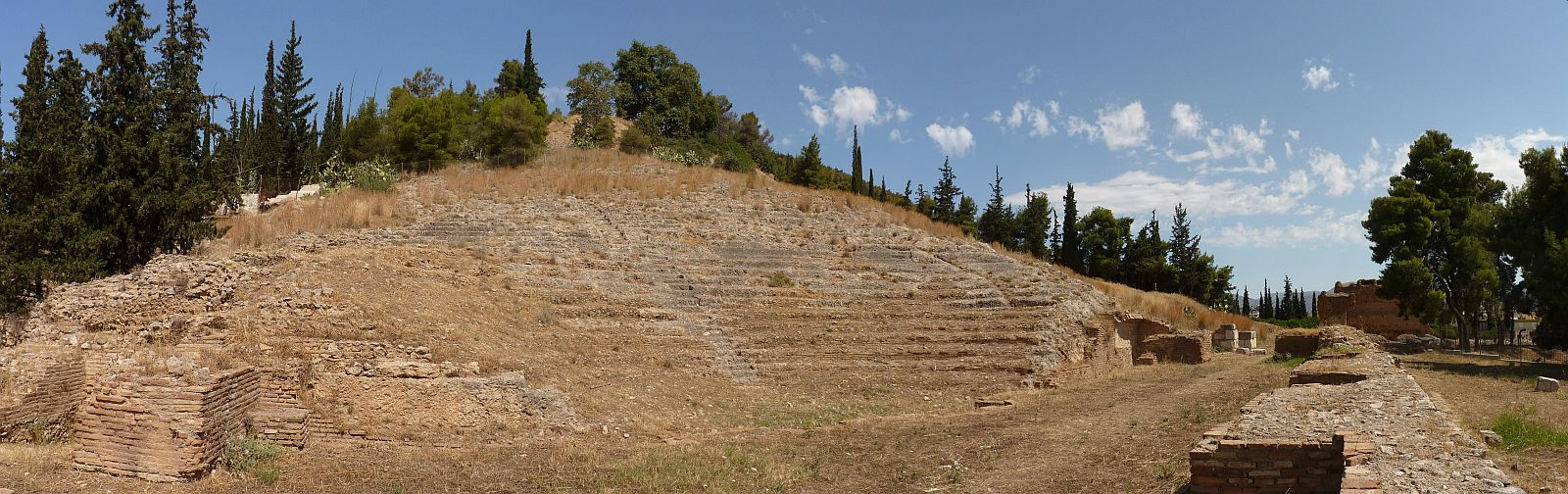
Antikes Odeon in Argos
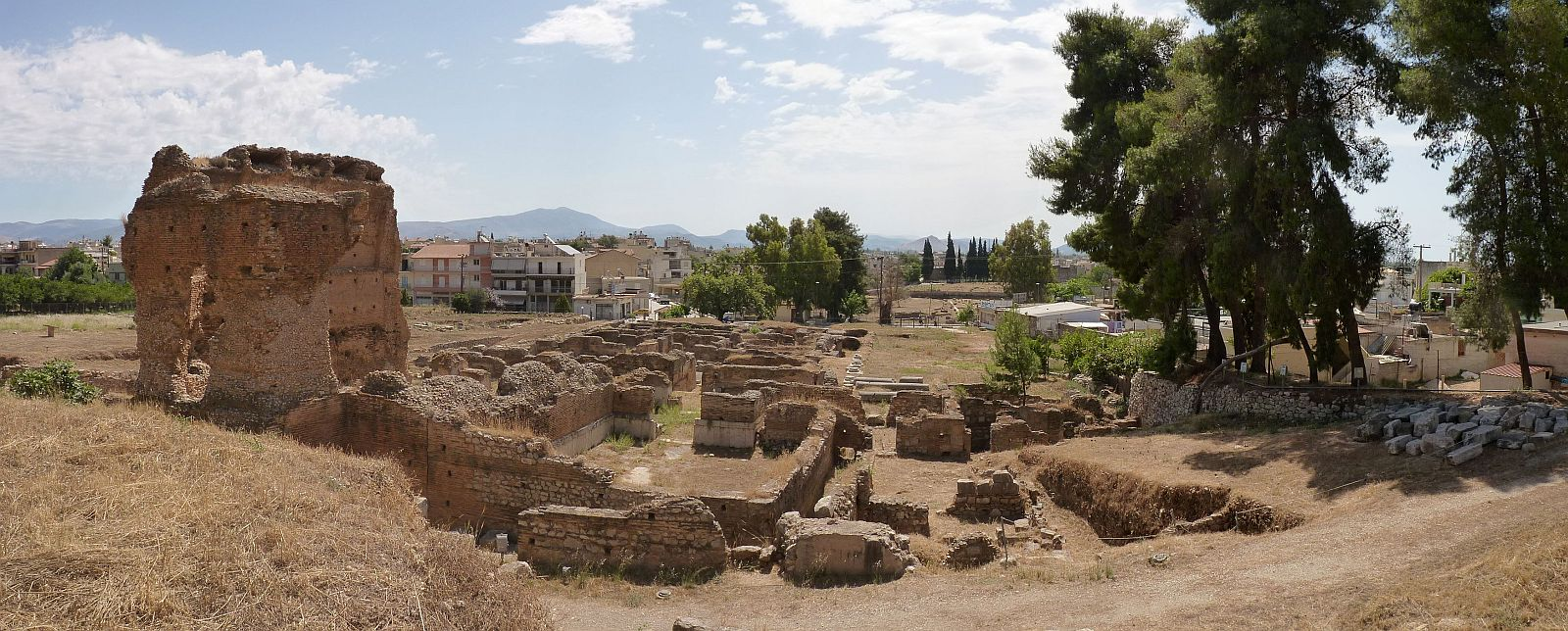
Die gut erhaltenen Thermen

## Einwohnerzahlen
| Jahr | Gemeinde | Bezirk |
| ---- | -------- | ------ |
| 1981 | 20.955   | -      |
| 1991 | 21.901   | 27.102 |
| 2001 | -        | 27.550 |

## Verkehr
Argos erhielt 1886 mit der Bahnstrecke Korinth–Kalamata Anschluss an das meterspurige Netz der Peloponnes-Eisenbahn. 2011 wurde der Betrieb der Bahn eingestellt.
Durch die Stadt führt die von Korinth kommende Straße Ethniki Odos 7, von der die Ethniki Odos 70 nach Nafplio abzweigt.

## Sport
Der heimische Handballverein AC Diomidis Argous wurde im Jahr 2013 griechischer Meister.

## Gemeindegliederung
Argos gliedert sich in 6 Ortschaften und 18 Siedlungen. Näheres siehe unter Argos-Mykene#Gemeindegliederung.

## Partnerschaft
- Episkopi, Republik Zypern